# Xiphidiola pulchra
Xiphidiola pulchra är en insektsart som beskrevs av Max Beier 1967. Xiphidiola pulchra ingår i släktet Xiphidiola och familjen vårtbitare. Inga underarter finns listade i Catalogue of Life.